# Le Cosmoschtroumpf
Le Cosmoschtroumpf é (no Brasil: O Cosmostrunf, em Portugal: O estrumpfonauta) o sexto álbum da série de histórias de quadrinhos franco-belga Les Schtroumpfs pelo cartunista e roteirista Peyo, lançada em 1970.
Além do titular, ele contém outra história como Le Schtroumpfeur de pluie.

## Parcelas
Le Cosmoschtroumpf
Há um Schtroumpf que quer viajar para o espaço sideral, então ele tenta construir uma nave-foguete, mas ela não sai do chão e, por isso, fica melancólico e deprimido. La Grand Schtroumpf e os outros Schtroumpf fazem um plano para animá-lo; eles dizem que Le Schtroumpf Bricoleur reparou o foguete e pediu para ele embarcar e se tornar o primeiro "Cosmoschtroumpf"; antes que ele embarque no navio, eles o fazem brindar à viagem com suco de frutas cravado, o que prontamente o coloca para dormir. Depois disso, Les Schtroumpfs desmontam o navio e o levam a um vulcão, onde se disfarçam de alienígenas chamados "Swoofs", então Cosmoschtroumpf acredita que ele chegou a outro planeta.
Le Schtroumpfeur de pluie
Le Schtroumpf Bricoleur cria uma máquina climática, para que os Schtroumpf s a usem para fazer um dia ensolarado e fazer um piquenique. O  fica na vila para compor uma ode ao Sol, enquanto o Le Schtroumpf Paysan também fica chateado porque o sol seca suas colheitas, então ele decide usar a máquina para fazer chuva. Quando chove, o Schtroumpf Poète usa a máquina para ter sol, o Le Schtroumpf Paysan a usa para chover e assim por diante, até que os controles da máquina quebrem e ele comece a fazer mudanças bruscas de clima (neve, ventos, tempestades). Les Schtroumpfs que estão no piquenique notam isso, então eles retornam à vila. Depois de muitos obstáculos relacionados ao clima, os Schtroumpf s chegam à máquina e La Grand Schtroumpf destrói um guarda-chuva do Schtroumpf à Lunettes para fazer uma pipa que, amarrada à máquina, recebe um raio e faz a máquina climática explodir. Tudo voltou ao normal e os Schtroumpfs retornam à vila.

## Publicação e outras mídias
No desenho animado produzida pela Hanna-Barbera, Schtroumpfette aparece na versão animada das histórias, mas não nas versões originais em quadrinhos.
Gargamel aparece na versão animada, mas não nos quadrinhos. Além disso, os Swoofs, que são vermelhos com lábios brancos nos quadrinhos, são verdes nos desenhos animados devido ao medo da representação "blackface", gerar uma acusação de racismo.